# Киблярі
Киблярі́ — село Середнянської селищної громади в Ужгородському районі Закарпатської області на річці Стара.

## Назва
Розповідають, що перша назва села була Дебрява, а письмова згадка про село належить до XIII ст.
В письмових джерелах XVI—XVII ст. село відоме під назвами: «Keobler», «KobIjar», «Kyblar».
Імовірно, назву села слід пов'язувати з давньослов'янським божеством Кибелою. 23 червня, згідно з віруванням, відзначалося свято одруження Симаргла (Яра) з богинею води — Даною. Місця святилища, де давні слов'яни поклонялися богам, розташовувалися в горах або на підвищеннях. Поблизу таких місць і виростали пізніше поселення з назвами, близькими до ймення божества Кибели.
19 вересня 2024 року Верховна Рада підтримала перейменування села Кибляри на Киблярі. 26 вересня 2024 року перейменування набуло чинності.

## Історія
На північ від Кибляр, в урочищі Вишні Лази — поселення епохи пізньої бронзи, можливо, раннього заліза. На поселенні знайдено бронзовий кельт.
Найбільш імовірно, що село виникло в кінці XV — на початку XVI ст. Воно належало родині Добо з Руського (нині — Східна Словаччина).
В 1567 році в Киблярах було оподатковано 7 селянських господарств, які володіли 4,5 порти. В 1599 році за рахунок появи нових переселенців в селі обліковувалось 23 селянських господарств, господарство шолтейса, православна церква, будинок священика. Тоді село вважалося найбільшим у долині річки Стара. Протягом XVII—XVIII ст. кількість населення зменшилася і на 1715 рік у селі нараховувалося 19 домогосподарств, з яких два були желярськими. На схилах пагорбів на околиці селяни вирощували виноград.
У 1860 році в селі насаджено каштановий гай.

## Політика

### Парламентські вибори, 2019
На позачергових парламентських виборах 2019 року у селі функціонувала окрема виборча дільниця № 210560, розташована у приміщенні школи.
Результати
- зареєстровано 597 виборців, явка 68,84 %, найбільше голосів віддано за «Слугу народу» — 39,12 %, за «Опозиційний блок» — 19,80 %, за Українську стратегію Гройсмана — 14,91 %.[2] В одномандатному окрузі найбільше голосів отримав Андрій Андріїв (самовисування) — 51,47 %, за Олександра Пекаря (Слуга народу) — 14,71 %, за Роберта Горвата (самовисування) — 11,76 %[3].

## Релігія

### Церква Вознесіння Господнього (1779)
У 1751 р. за пароха Івана Похана згадують нову дерев'яну церкву св. Миколи з двома дзвонами, прикрашена місцевими образами, а образи апостолів якраз тоді малювалися. За переказом, ця церква згоріла в другій половині XVTII ст., але місце донині має назву «Стара церква».
У 1779 р. на новому місці, у центрі села збудували муровану базилічну церкву (можливо, почали будувати, оскільки шематизм 1915 р. датує церкву 1819 роком, а інші джерела називають навіть 1846 p.). Навколо церкви спорудили невисокий мур. У 1935 р. спорудили дерев'яну браму з надбрамною дзвіницею, яку, як згадують, збудував майстер Гасенберґер з Середнього. Справа біля входу до церкви вмонтовано в стіну таблицю з іменами всіх жертводавців, які в 1921 р. зібрали в США гроші на дзвони. Три дзвони були вилиті в 1921 р. в ливарні Ф. Еґрі. У травні 1937 р. єпархіальний інженер-архітектор Еміліян Еґреші оглянув церкву, що мала тріщини на арках склепінь, і запропонував варіанти ремонту, який здійснили в 1938 р.
Зовнішній ремонт храму провели в 1984 р., у 1996 р. збудували нові хори, в 1997 р. замінили бляху на дахах. Біля церкви поховали о. Михайла Мейгеша та Федора Яночка, який помер у 1893 p., заповівши 200 форинтів на киблярську церкву, 200 — на гайдоську, по 100 — на лінцівську та анталовську церкви, а також залишив усе своє майно на доброчинні цілі.

## Туристичні місця
- На північ від Кибляр, в урочищі Вишні Лази — поселення епохи пізньої бронзи, можливо, раннього заліза. На поселенні знайдено бронзовий кельт.
- У 1860 році в селі насаджено каштановий гай.
- храм Вознесіння Господнього. 1779.

## Пам'ятки
- Пам'ятник односельчанам-добровольцям Радянської Армії (1969);

## Відомі уродженці
- Митровка Михайло Миколайович (1948) — український диригент і музичний педагог, заслужений працівник культури України.
- Андрусь Микола Іванович (1954) — український політичний діяч, голова Закарпатської обласної ради (2002—2006).
- Химинець Василь Васильович (1970) — український дипломат.